# Moulin Quignon
Moulin Quignon ist eine archäologische Fundstätte in der nordfranzösischen Gemeinde Abbeville im Département Somme. Sie gehört zu jenen Orten, an denen Jacques Boucher de Perthes zwischen 1837 und 1868 die ersten Faustkeile entdeckte, die – gemeinsam mit Funden aus dem nahe gelegenen Saint-Acheul – als die frühesten Belege für die Kultur des Acheuléen gelten. Diese im Zusammenhang mit urzeitlichen Fossilien geborgenen Steinwerkzeuge überzeugten unter anderem Charles Lyell davon, dass die Menschheit älter war als die von Georges Cuvier vermuteten rund 6000 Jahre und stehen folglich am Beginn der Ur- und Frühgeschichte als einer Wissenschaft im modernen Sinn.
Die Fundstätte geriet jedoch in Verruf und alsbald in Vergessenheit, nachdem 1863 ein Unterkiefer gefunden wurde, der sich rasch als ein Betrugsversuch von Steinbrucharbeitern herausstellte; 2016 wurde in einer Studie seine jetztzeitliche Herkunft bestätigt. Erst seit 2016, mehr als 150 Jahre nach ihrer Entdeckung und nachdem die Fundstätte größtenteils von Wohnhäusern überbaut worden war, wird ihr wieder wissenschaftliche Aufmerksamkeit geschenkt. Im Jahr 2017 wurden beispielsweise mehrere Dutzend Steinartefakte aus den Ablagerungen eines früheren Fließgewässers (der „palaeo-Somme“) geborgen, für die ein Alter von 670.000 bis 650.000 Jahren berechnet wurde. Diese Funde gelten als die bislang ältesten Belege für die Anwesenheit des Homo heidelbergensis in Nordfrankreich.

## Belege
1. ↑  Jacques Boucher de Perthes: Antiquités celtiques et antédiluviennes. Mémoire sur l'industrie primitive et les arts à leur origine. Treuttel et Wurtz, Paris 1847, Volltext
2. ↑  Charles Lyell: Geological Evidences of the Antiquity of Man. Murray, London 1863.
3. 1 2  Pierre Antoine, Marie-Hélène Moncel, Pierre Voinchet et al.: The earliest evidence of Acheulian occupation in Northwest Europe and the rediscovery of the Moulin Quignon site, Somme valley, France. In: Scientific Reports. Band 9, Artikel Nr. 13091, 2019, doi:10.1038/s41598-019-49400-w.
4. ↑  Marie-Hélène Moncel, Rachel Orliac, Patrick Auguste, und Carole Vercoutère: La séquence de Moulin Quignon est-elle une séquence archéologique ? In: L'Anthropologie. Band 120, Nr. 4, 2016, S. 369–388, doi:10.1016/j.anthro.2016.05.008.
5. ↑  Arnaud Hurel, Jean-Jacques Bahain, Marie-Hélène Moncel et al.: Moulin Quignon: la redécouverte d’un site. In: L'Anthropologie. Band 120, Nr. 4, 2016, S. 428–438, doi:10.1016/j.anthro.2016.05.007.